# Faisal Aldossary
Faisal Khalid Aldossary (ar. فيصل بن خالد بن عيسى الدوسري;ur. 30 września 2002) – saudyjski zapaśnik walczący w obu stylach.
Srebrny medalista mistrzostw arabskich w 2021 roku i brązowy w 2024. Drugi na Światowych Igrzyskach Sportów Walki w 2023 roku.